# Veïnat d'Erols
Veïnat d'Erols – miejscowość w Hiszpanii, w Katalonii, w prowincji Girona, w comarce Gironès, w gminie Llambilles.
Według danych INE z 2005 roku miejscowość zamieszkiwało 121 osób.